# Talara leucocera
Talara leucocera är en fjärilsart som beskrevs av Druce 1899. Talara leucocera ingår i släktet Talara och familjen björnspinnare. Inga underarter finns listade i Catalogue of Life.